# Никос Казандзакис (аэропорт)
Международный аэропорт Ира́клион «Ни́кос Казандза́кис» (греч. Αερολιμένας Ηρακλείου «Νίκος Καζαντζάκης»; ИАТА: ΗΕR, ИКАО: LGIR) — аэропорт в Греции, расположенный на острове Крит в пяти километрах от города Ираклион. Назван в честь греческого писателя Никоса Казандзакиса.
Аэропорт является вторым по пассажиропотоку аэропортом Греции, после афинского аэропорта «Элефтериос Венизелос». Обслуживает как регулярные, так и сезонные чартерные рейсы. Является портом прописки и штабом авиакомпании Bluebird Airways.
Помимо аэропорта Ираклиона остров Крит обслуживают также аэропорты Ханья и Сития.

## История
Строительство аэропорта завершено в 1937 году на берегу Эгейского моря на месте бывших пахотных земель. Первые пассажирские сообщения осуществлялось самолётами класса Junkers Ju 52. Во время Второй мировой войны авиасообщение с Критом было прервано и возобновилось лишь в конце 1946 года на самолётах Douglas DC-3. В 1947 году был построен построен первый небольшой пассажирский терминал. С 1948 года из Ираклиона авиакомпанией «Hellenic Airlines» стали выполняться первые коммерческие рейсы. В этот период аэропорт обслужил около 4 тысяч пассажиров. В 1953 году построена первая взлётно-посадочная полоса с искусственным покрытием длиной 1850 метров. Сейчас это полоса № 09/27.
С 1957 года компания Olympic Airways на своих рейсах из Ираклиона впервые начинает использовать самолёты Douglas DC-6. С 1968 до 1971 года взлётная полоса 09/27 была продлена до 2680 метров. В этот же период были также построены новый пассажирский терминал и другие объекты инфраструктуры. 18 марта 1971 года авиакомпания «British Airways» выполняет первый зарубежный рейс из аэропорта Ираклиона. Полностью новый аэропортовый комплекс был торжественно открыт 5 мая 1972 года.

## Новый аэропорт
Новый международный аэропорт Ираклиона строится в городе Кастелион, на расстоянии 40 км от Ираклиона. Планируется, что новый аэропорт будет обслуживать 10 млн пассажиров в год на старте с последующим увеличением до 18 млн пассажиров в год, что будет составлять 15 % от общего трафика страны.

## Авиакомпании и направления

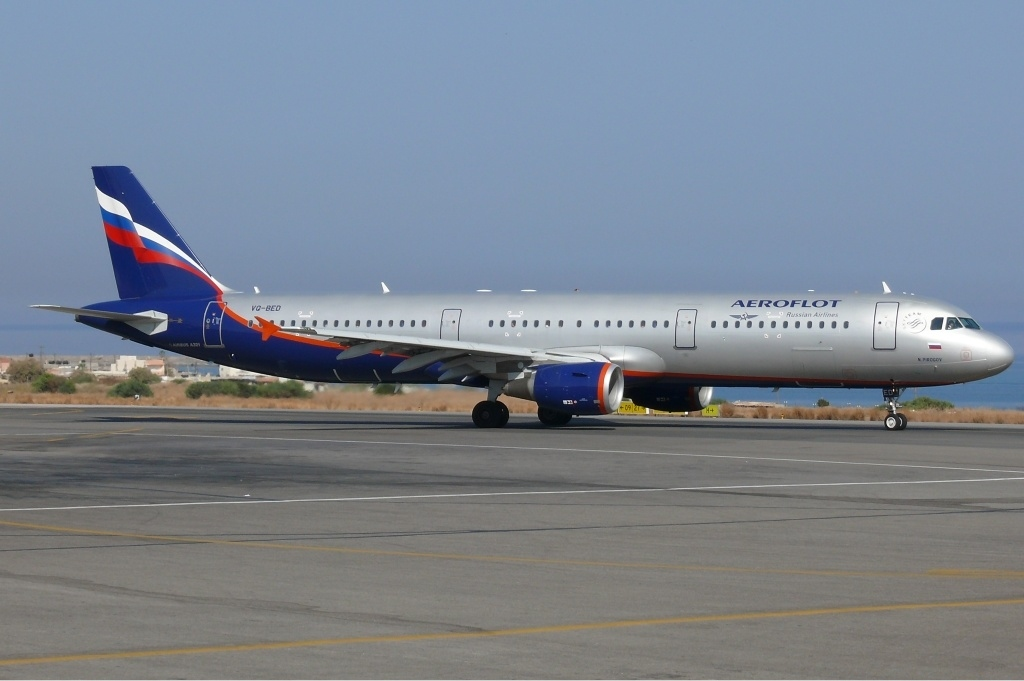
Airbus A321 Аэрофлота в аэропорту Ираклиона

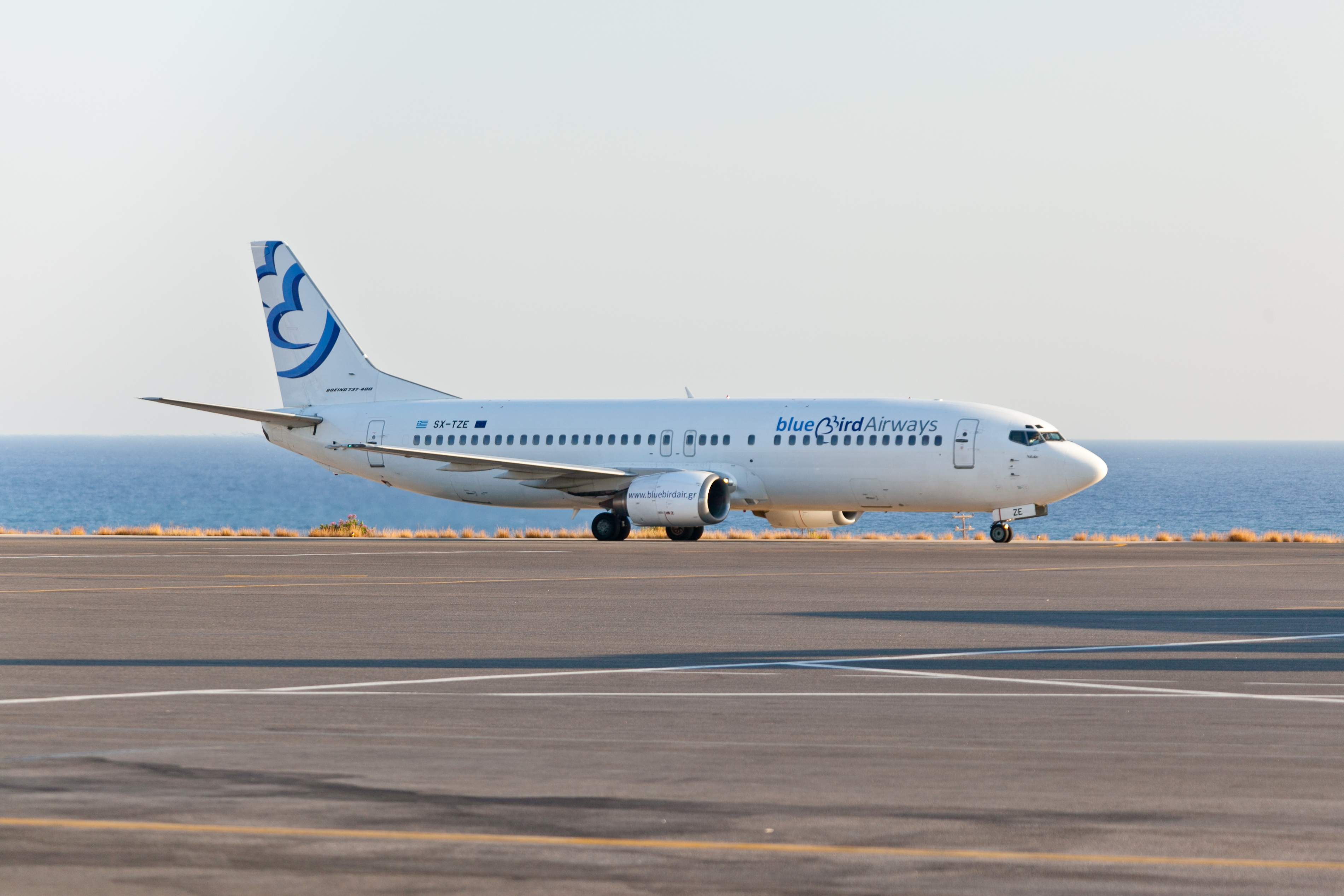
Boeing 737-400 Bluebird Airways в аэропорту Ираклиона

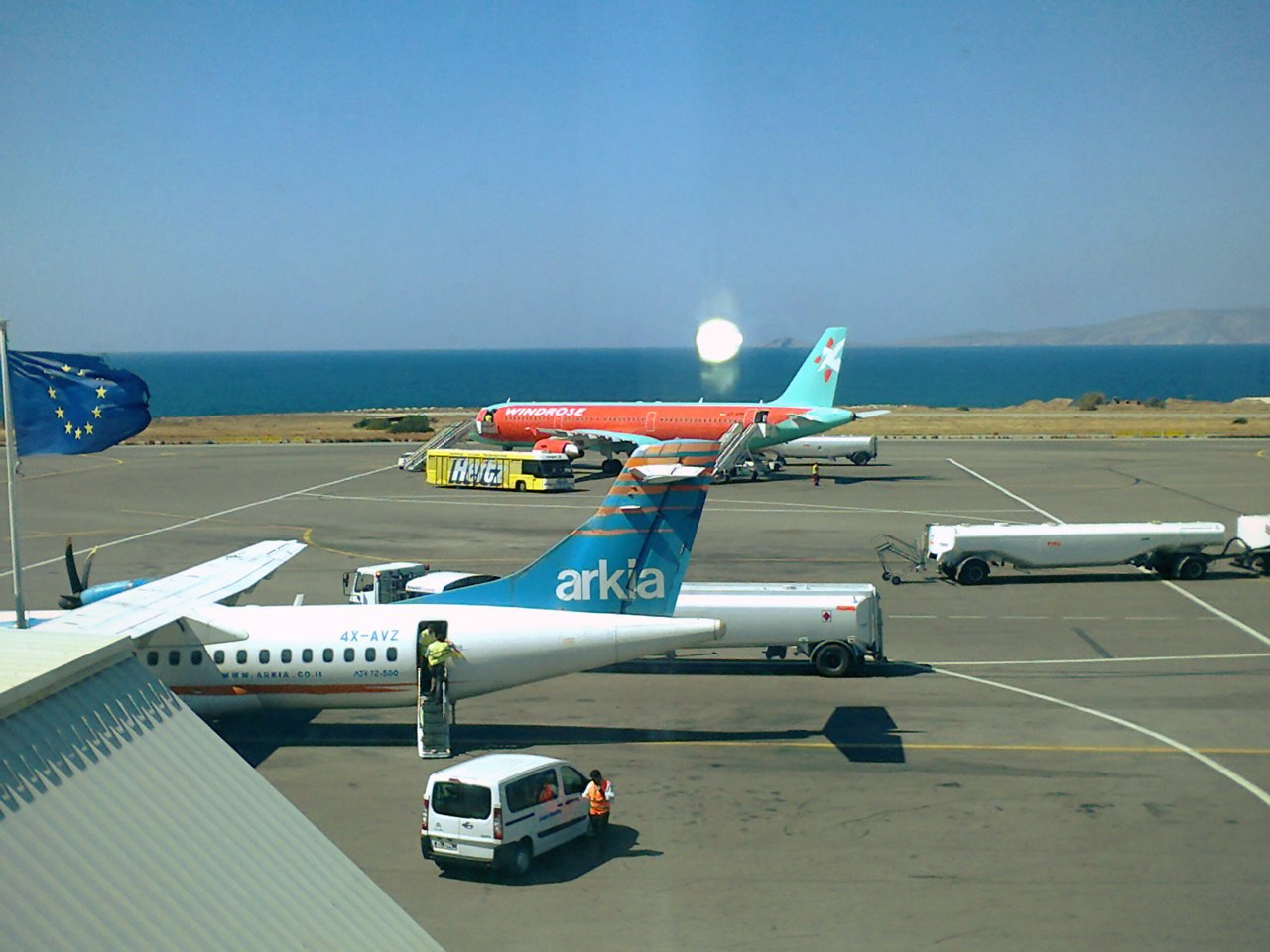
Перрон аэропорта Ираклиона